# Beatrice de Graaf
Beatrice Albertha de Graaf (Putten, 19 april 1976) is een Nederlandse historicus en faculteitshoogleraar Geschiedenis van de internationale betrekkingen aan de Universiteit Utrecht. Ze treedt regelmatig op in de media als terrorisme-expert.

## Studie en werk
De Graaf studeerde Geschiedenis en Duits aan de Universiteit Utrecht en de Universiteit van Bonn. In december 2004 promoveerde ze op het proefschrift Over de Muur. De DDR, de Nederlandse kerken en de vredesbeweging, over de relatie tussen de DDR, de vredesbeweging en de Nederlandse kerken; promotoren waren Friso Wielenga en Duco Hellema. Voor dit proefschrift ontving zij in 2005 de Max van der Stoel-Mensenrechtenprijs. Na haar promotie werkte De Graaf in Utrecht als universitair docent. In 2007 stapte ze over naar de Universiteit Leiden, waar zij medeoprichter was van het Centre for Terrorism and Counterterrorism (CTC), verbonden aan de Campus Den Haag. In 2012 werd ze aan het CTC benoemd tot hoogleraar 'Conflict en veiligheid in historisch perspectief'. In februari 2014 ging zij terug naar de Utrechtse universiteit. Hier bekleedt zij de leerstoel "History of International Relations & Global Governance" binnen het strategisch thema "Instituties". In 2018 werd ze benoemd tot faculteitshoogleraar.
Als historicus zet ze veiligheid en terrorismebestrijding in historisch perspectief, en richt zich niet alleen op een internationaal-wetenschappelijk maar ook op een breed publiek. Haar boek Tegen de terreur. Hoe Europa veilig werd na Napoleon (2018), werd genomineerd voor de Libris-geschiedenisprijs. Haar boek Radicale verlossing. Wat terroristen geloven werd genomineerd voor de Prijs voor het Belangrijkste boek en voor het Beste theologieboek in 2021/22.
De Graafs overkoepelende onderzoeksthema is de geschiedenis van veiligheid en (contra)terrorisme vanaf de negentiende eeuw. Tussen 2009 en 2013 deed zij onderzoek op dit gebied met een NWO VIDI & ASPASIA-beurs voor het project Enemies of the State, en als Fellow aan het Netherlands Institute for Advanced Study (NIAS). In 2014 ontving zij een ERC Consolidator Grant voor het project Securing Europe, Fighting its enemies, waarvoor zij met een team van historici onderzoek doet naar de ontwikkeling van Europese veiligheidsregimes tussen 1815 en 1914. Daarnaast verricht ze diverse onderzoeksactiviteiten naar terrorisme en veiligheid in de eenentwintigste eeuw, bijvoorbeeld naar de maatschappelijke effecten van rechtszaken tegen terroristen.
De Graaf brengt met haar onderzoeksteam in kaart hoe samenlevingen en overheden omgaan met oorlog, conflict en crisis, en hoe zij hun veiligheidscultuur – als som van dreiging, belang en veiligheidspraktijken – daaromheen vormgeven. Ze is onderdeel van de Adapt Academy. In de ADAPT Academy werken onderzoekers van de Universiteit Utrecht, Universiteit Leiden, Radboud Universiteit, Vrije Universiteit Amsterdam en Universiteit Twente samen, met als doel meer kennis en kunde op te bouwen over het aanpassingsvermogen van samenlevingen in tijden van crises.
De Graaf specialiseerde zich ook op de Duitse geschiedenis en de Duits-Nederlandse betrekkingen (in navolging van haar promotores Friso Wielenga en Duco Hellema). Zo ontdekte ze in 2018 in de Berlijnse archieven bewijsmateriaal dat wees op betrokkenheid van koningin Wilhelmina bij de voorbereidingen van de komst van keizer Wilhelm II naar Nederland, in november 1918. In haar artikel schreef De Graaf dat het beeld dat Cees Fasseur van Wilhelmina schetste in zijn biografie, waarin hij schreef dat Wilhelmina zich "niet van haar menselijke kant" liet zien bij de behandeling van Wilhelm rigoureus moet worden bijgesteld.
In 2022 publiceerde ze het essay Crisis! ter gelegenheid van de landelijke Maand van de Geschiedenis. In de lente van 2024 ontving De Graaf samen met een groep onderzoekers een NWO-zwaartekrachtbeurs van 23 miljoen euro voor onderzoek naar het aanpassingsvermogen van samenlevingen in tijden van crises. Het onderzoeksteam waar ze leiding aan geeft, Adapt!, doet de komende tien jaar op interdisciplinair niveau onderzoek naar sociaal-maatschappelijke, culturele en beleidsmatige capaciteiten waarmee crises het hoofd kan worden geboden. Aan dit project zijn onder meer hoogleraar psychologie Paul van Lange, theoloog en filosoof Rik Peels en neerlandica Lotte Jensen verbonden. Op 12 december 2024 gaf De Graaf de 52ste Huizingalezing, met als titel: Wij zijn de tijden. Geschiedenis in crisistijd.

### Internationale fellowships
Naast haar werkzaamheden aan de Universiteit Utrecht is De Graaf ook als fellow verbonden geweest aan enkele buitenlandse wetenschappelijke instituten. Ze was in 2016 visiting fellow aan St. Catherine's College en de geschiedenisfaculteit van de Universiteit van Cambridge. In datzelfde jaar was ze ook verbonden aan de Universiteit van Californië - Los Angeles. Ook is De Graaf fellow bij het Programma over Extremisme/ISIS Files project van de George Washington University. Hiervoor schreef ze samen met Ahmet S. Yahla in 2020 het rapport "Policing as Rebel Governance: The Islamic State Police". Met dit rapport bracht ze de Shurta-politie van IS in kaart aan de hand van documenten die IS zelf had achtergelaten en in Amerikaanse handen kwamen.
Daarnaast is De Graaf verbonden aan het Center for Advanced Security, Strategic and Integration Studies (CASSIS) van de Universiteit van Bonn.

## Nevenactiviteiten
In 2017 werd De Graaf benoemd tot lid van de Koninklijke Nederlandse Akademie van Wetenschappen. Ze is tevens lid van de Academia Europaea. Ze is redacteur van Terrorism and Political Violence, alsmede van het Journal of Modern European History.  
Beatrice de Graaf was lid van De Jonge Akademie van de KNAW, de European Council on Foreign Relations en diverse adviescommissies op het gebied van nationale en internationale veiligheid. Ze was lid van de commissie-Joustra voor interlandelijke adoptie en van de commissie-Muller over de herziening van de Wet op de veiligheidsregios.
Van november 2004 tot juni 2013 was De Graaf voorzitter van de Vereniging van Christen-Historici (VCH). Beatrice de Graaf is lid van de ChristenUnie en stond voor die partij vijfde op de kandidatenlijst voor de verkiezing van de Eerste Kamer in 2015 (de ChristenUnie behaalde drie zetels).
De Graaf zet zich in voor meer investering in onderzoek en wetenschap, en voor meer impact van wetenschap in staat en samenleving. Op 23 januari 2015 werd Beatrice de Graaf samen met Alexander Rinnooy Kan benoemd tot voorzitter van de Nationale Wetenschapsagenda. In 2022 publiceerde ze samen met KNAW-collega's de handreiking Wetenschap met de ramen open. De Graaf behoort ook tot de "external faculty" van het Institute for Advanced Study.
Sinds september 2024 is De Graaf lid van de Raad van Toezicht van het Duitsland Instituut Amsterdam.

## Onderscheidingen
- 2005: Max van der Stoel mensenrechtenprijs
- 2011: Docentenprijs, Koninklijke Nederlandse Akademie van Wetenschappen
- 2011: Excellent Female Researcher Prize, Landelijk Netwerk Vrouwelijke Hoogleraren
- 2012: Evaluating Counterterrorism Performance (2011, monografie) opgenomen in de wereldwijde top 150 boeken over terrorisme (Perspectives on Terrorism)
- 2016: UU Publiprijs, Prijs voor beste presentatie en publieksvoorlichting in de media
- 2017: Taalstaatmeester[29]
- 2018: Stevinpremie (2,5 miljoen euro) toegekend door NWO
- 2018: Opzij Top 100 meest invloedrijke vrouw van Nederland in de categorie Onderwijs en wetenschap[30]
- 2022: Comeniusprijs, toegekend als onderscheiding voor haar historisch inzicht en bijdrage aan het oplossen van maatschappelijke problemen[31]
- 2022: Arenberg Prize for European History door Cambridge University voor Fighting Terror After Napoleon. How Europe Became Secure after 1815